# 통복동
통복동(通伏洞)은 경기도 평택시의 법정동이다.

## 개요
통복동은 평택동, 통복동, 군문동, 신대동, 비전동, 동삭동, 세교동 7개 법정동의 행정을 담당하는 동장 관할구역 명칭으로 본정통 싸전거리 쇠전거리 진전거리 용잔 통복개 높은 들 화촌 신덕포 군문포 샛개 삽다리 고잔 및 새터 등 14개의 자연부락으로 구성되어 있다.

## 법정동
- 통복동
- 평택동
- 군문동
- 신대동
- 비전동
- 동삭동
- 세교동

## 교육
- 평택초등학교
- 군문초등학교
- 화교중정학교
- 송탄외국인학교